# Hampden-Sydney
Hampden-Sydney (también Hampden Sydney) es un lugar designado por el censo (en inglés, census-designated place, CDP) situado en el condado de Prince Edward, Virginia (Estados Unidos). Según el censo de 2020, tiene una población de 1191 habitantes.

## Demografía

### Censo de 2000
Según el censo del 2000, en ese momento Hampden-Sydney tenía 1264 habitantes, 167 viviendas y 118 familias. La densidad de población era de 109.7 habitantes por km².
De las 167 viviendas en un 32,3%  vivían niños de menos de 18 años, en un 50,9%  vivían parejas casadas, en un 16,2% mujeres solteras, y en un 29,3% no eran unidades familiares. En el 25,1% de las viviendas  vivían personas solas el 10,8% de las cuales correspondía a personas de 65 años o más que vivían solas. El número medio de personas viviendo en cada vivienda era de 2,46 y el número medio de personas que vivían en cada familia era de 2,88.
Por edades la población se repartía de la siguiente manera: un 8,5% tenía menos de 18 años, un 69,1% entre 18 y 24, un 9,6% entre 25 y 44, un 7,9% de 45 a 60 y un 4,9% 65 años o más.
La edad media era de 21 años.  Por cada 100 mujeres de 18 o más años  había 600,6 hombres. 
Los ingresos medios de los hogares eran de $27,679 y los ingresos medios de las familias eran de $69,091. Los hombres tenían ingresos medios por $29,722 frente a los $28,214 que percibían las mujeres. Los ingresos per cápita eran de $15,656. Alrededor del 25.6% de las familias y del 20.9% de la población estaban por debajo del umbral de pobreza.

### Estimación 2017-2021
De acuerdo con la estimación 2017-2021 de la Oficina del Censo, los ingresos medios de los hogares son de $130,902 y los ingresos medios de las familias son de $131,086. Alrededor del 2.9% de la población está por debajo del umbral de pobreza.

## Localidades adyacentes
El siguiente diagrama muestra a las localidades más próximas a Hampden-Sydney.